# Обикновена кръсточовка
Обикновената кръсточовка (Loxia curvirostra) е птица малко по-едра от обикновеното врабче, която обитава повсеместно залесените с иглолистни гори части на планините в България.

## Физически характеристики
Дължина на тялото: 16 – 18 см. Името си носи от кръстосания клюн, който служи за разтваряне на шишарки.
Има добре изразен полов и възрастов диморфизъм. Мъжките са с червено обагрено тяло и кафяво-зеленикави криле. Женските са по-скоро с жълто-зеленикаво оперение по тялото и по-тъмни криле. Младите са сивокафяви с надлъжни петна. Човката е масивна със закривени връхчета, които се кръстосват. Ако птицата бъде гледана в неволя и при липсата на храна, в която да износва връхчетата на човката, те се удължават и могат да достигнат значителни размери.

## Начин на живот и хранене
Кръсточовките са спокойни и любопитни птици. В неволя поведението им напомня на това на папагалите. В клетката се придвижват, катерейки се с крака и захващайки се с клюн, като често са надолу с главата.
Основната храна на кръсточовката е еднообразна – различни видове семена на иглолистни дървета, буков жълъд, слънчоглед, дървесни пъпки, рядко насекоми. Със специално конструираната си човка птицата лесно отваря и измъква семената от шишарките. След като са минали през човката ѝ шишарките изглеждат доста „рошави“ – със смачкани и развлакнени люспи. Този тип „повредени шишарки“ са типични за местообиталището на кръсточовките. С начина си на хранене спомага за разпространението на иглолистните дървета.

## Размножаване
Кръсточовката се размножава два пъти годишно – края на февруари и началото на лятото. Зимното гнездо е масивно, добре тапицирано с мъх, лишеи, перца. Лятното е с по-лека конструкция. По време на мътенето мъжкия храни женската в гнездо

## Допълнителни сведения
Кръсточовката има чашковидно гнездо с дебели стени. През лятото гнезди по по-високите части на дървото, а през зимата по по-ниските. На територията на България е защитен вид.